# Amtkel
Amtkel (též Amtkeli, abchazsky Амтҟьал, Amtkjal; gruzínsky ამტყელი, transkripcí Amtqeli) je jezero závalového typu v okresu Gulripš v Abcházii v Gruzii. Vzniklo po horském sesuvu při silném zemětřesení 3. října 1891. Nebyl to však první sesuv v historii soutěsky řeky Amtkel a současná úroveň hladiny je nejvyšší, o čemž svědčí kmeny stromů, které vyrostly před závalem a dosud vyčnívají z vody. Jezero je 2400 m dlouhé, 450 m široké a 80 m hluboké.

## Vodní režim
Jezero často a ve velké míře mění své rozměry. Leží totiž v úžině mezi vysokými lesnatými horskými hřbety. Napájí ho velká horská řeka Amtkel. Množství přitékající vody závisí na tajícím sněhu na horách a deštích. Část vody prosakuje pod závalem (Chladná říčka). Větší část odtéká přes krasové závrty na jihozápadě jezera (tam se vždy hromadí klády). Zbytek vody odtéká podzemními cestami k ústí řeky Džampal. Možnosti odtoku jsou limitovány a proto, když přítok převyšuje odtok hladina rychle stoupá.